# Estrella Galicia
Estrella Galicia és una marca de cervesa fabricada per l'empresa gallega Hijos de Rivera SA amb seu al Polígono da Grela de la Corunya. Es tracta d'una cervesa rossa que té una graduació alcohòlica de 6,5 graus i un característic gust amarg que recorda el llúpol utilitzat en el seu origen i que es cultivava a Betanzos.

## Història
Després del seu retorn de Mèxic a finals del segle xix, José Rivera Corral va fundar l'any 1906 la fàbrica La Estrella de Galicia a la zona de la Corunya de Catro Camiños, dedicada a la fabricació de cerveses i gel. El nom feia referència al que havia estat el seu negoci a Veracruz, La Estrella de Oro, que apostava per un producte en aquells temps de consum molt limitat.
L'any 1920 Ramón Rivera Illade es va convertir en un dels primers Mestres Cervesers d'Espanya. Un any més tard, la producció va passar de 1751 hl/any a més de 7000 gràcies als coneixements tècnics de Ramón Rivera, que va modernitzar la fàbrica i va ampliar el ventall de receptes a quatre: Pilsen, Múnic, Bock i Double Bock. L'any 1925 es va inaugurar la primera zona de pícnic exterior, origen de l'actual fàbrica de cervesa Catro Camiños.

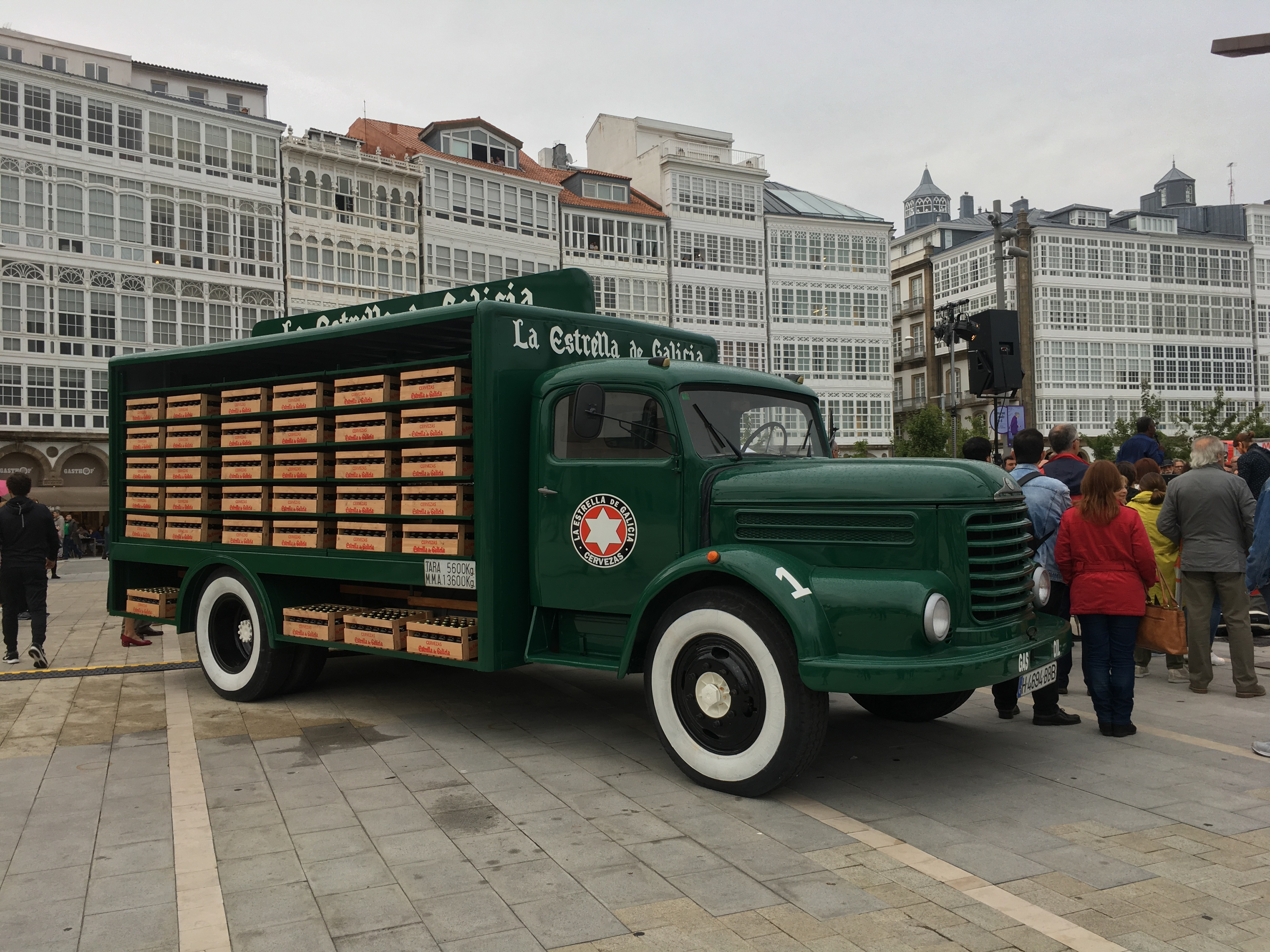
Antic camió de repartiment d'Estrella Galicia a La Corunya.

L'any 1941, a causa de la situació econòmica després del final de la Guerra Civil espanyola i l'inici de la Segona Guerra Mundial que va provocar una escassetat d'aigua i ordi, La Estrella de Galicia va aturar la seva producció per única vegada en la seva història, tot i que va mantenir tots els llocs de treball. L'any 1949 la tercera generació de la família Rivera va entrar a la direcció de l'empresa. L'any 1962 es va produir la gran remodelació de la fàbrica de Catro Camiños, que va continuar fins que l'any 1969 es va iniciar la construcció d'una nova fàbrica a Grela, que va suposar un gran avenç en dimensions i tecnologia.
L'any 1971 la marca registrada La Estrella de Galicia va canviar el seu nom a la forma abreujada Estrella Galicia, i va introduir el lema Elaborado por Hijos de Rivera. Amb el trasllat l'any 1972 a la nova fàbrica es va començar a produir un nou tipus de cervesa, Especial Rivera, que es va convertir en el producte més emblemàtic de la marca. L'any 1979 va aparèixer el primer envàs de llauna.
L'any 1982 es va presentar la cervesa Extra La Colorada i la primera Estrella de Nadal. L'any 1985 es va emetre el primer anunci televisiu d'Estrella de Galicia a Televisió de Galicia. L'any 1988 van produir la primera cervesa sense alcohol, Estrella Galicia Sin. L'any 1993, en commemoració de l'any de fundació de l'empresa, es va presentar la cervesa 1906 Reserva Especial.
L'any 1999 Jose María Rivera Trallero, pertanyent a la quarta generació de la família Rivera, va ser elegit director general. Aquell mateix any neix la cervesa sense pasteuritzar Estrella Galicia Cerveza de Bodega, que es va servir per primer cop a la cerveseria Catro Camiños.
L'any 2004 Hijos de Rivera va posar en marxa el projecte de recuperació del llúpol a Galícia, com a homenatge a José María Rivera Corral, pioner del cultiu del llúpol a Espanya. L'any 2007 José María Rivera Trallero va ser nomenat conseller delegat i Ignacio Rivera Quintana va ser el nou director general d'Hijos de Rivera.
L'any 2011 es va crear la corporació Hijos de Rivera, presidida per Santiago Ojea, i basada en dos pilars: Hijos de Rivera, SAU i HR Inversiones Corporativas. El mateix any es va posar en marxa la primera campanya nacional i es va presentar Estrella Galicia 0'0.
L'any 2012 Ignacio Rivera Quintana va ser nomenat conseller delegat. Va començar una expansió nacional i en l'àmbit internacional els productes ja arribaven a més de 30 països d'arreu del món. Aquest any també s'ha incorporat el primer membre de la cinquena generació de la família Rivera.
L'any 2013 es va recuperar la recepta de La Colorada, Red Vintage 1906, i va començar a funcionar la nova planta de forn de la fàbrica Grela que va permetre duplicar la producció. El 2014 van presentar la seva primera cervesa negra, el 2015 la primera sense gluten, el 2016 van recuperar la recepta original per commemorar el seu 110 aniversari, i el 2017 van presentar la seva primera cervesa feta amb pebrots de Padrón.
L'any 2017, la producció d'Estrella Galicia va arribar als 278 milions de litres.

## Tipus de cervesa

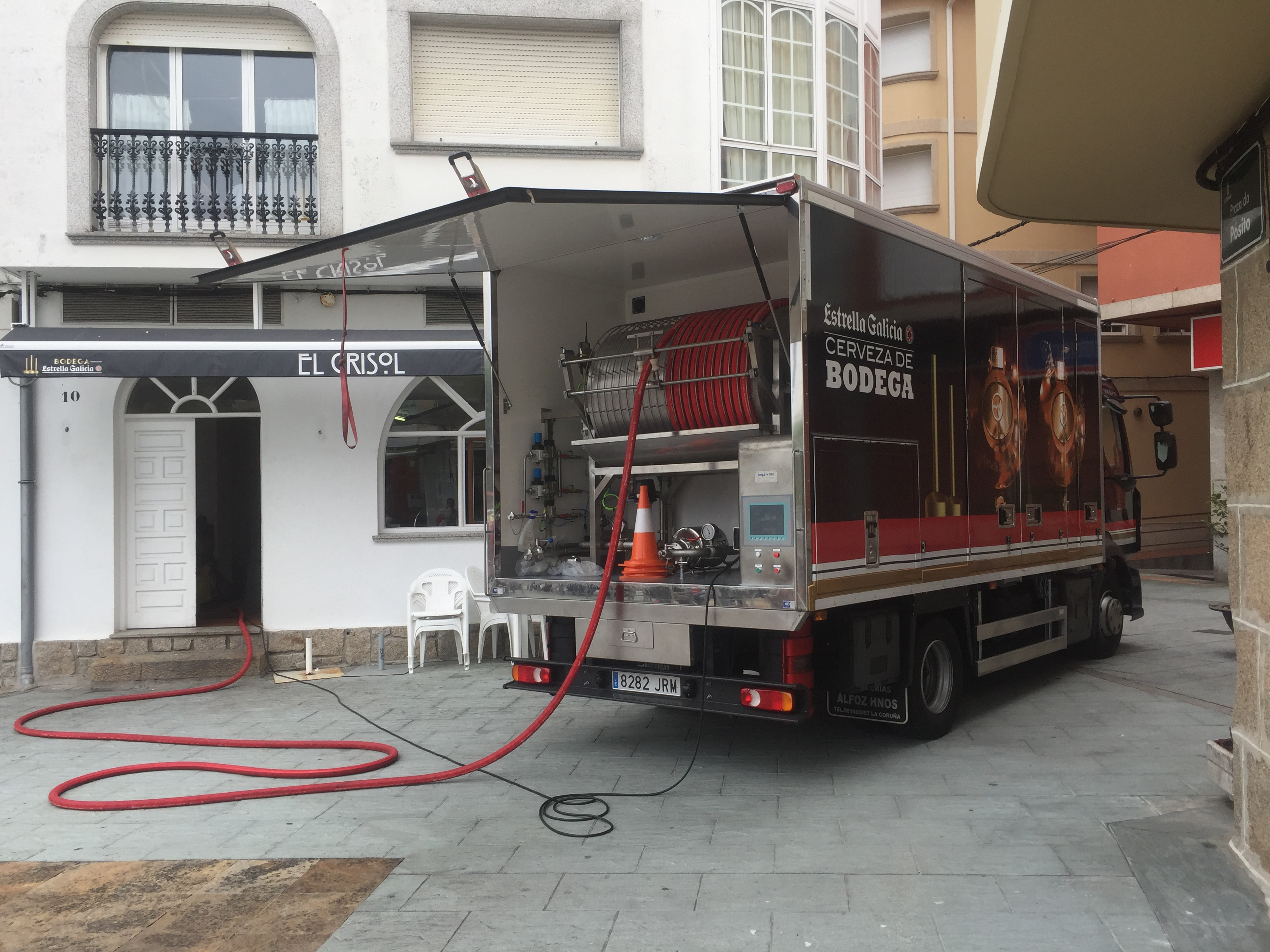
Camió Estrella Galicia.

- Estrella Galicia: Estrella Galicia Especial és una cervesa de color daurat brillant que parteix d'una selecció de malts i llúpols especialment amargs i el seu procés de cocció, fermentació i maduració té lloc durant 20 dies, la qual cosa fa que aquesta cervesa tingui un característic gust de llúpol. Té una graduació alcohòlica de 5,5 graus.
- Estrella Galicia Light: És una cervesa amb menys calories (un 35% menys) i amb una graduació alcohòlica menor que l'Estrella Galicia Especial, amb 2,5 graus enfront dels 5,5 d'Estrella Galicia Especial.
- 1906: Cervesa especial de reserva, amb un sabor més intens que les altres varietats. Té una graduació alcohòlica de 6,5 graus. El seu nom és un homenatge a l'any de fundació de l'empresa.
- Estrella Galicia 0.0: Aquesta cervesa s'elabora mitjançant un procés de fermentació interrompuda, és una cervesa sense alcohol que reflecteix el color típic de les cerveses tipus Pilsen. És una cervesa de gust dolç. Aquesta cervesa va substituir l'anterior River Sin i River 0.0 .
- Shandy Estrella Galicia: És una cervesa lager aromatitzada amb un toc de llimona entre àcid i dolç. Té una graduació alcohòlica inferior a l'1% en volum.
- Estrella Galicia Pilsen: És una cervesa tipus Pilsen, més suau i lleugera de cos que Estrella Galicia Especial, tot i que manté el seu sabor amarg tradicional. Té una graduació alcohòlica de 4,7 graus. Aquesta cervesa va substituir l'antiga pilsen de la cerveseria de la Corunya, HR .

## Cerveses especials i edicions especials
- Estrella Galicia Xacobeo : Va ser una edició especial llançada per Estrella Galicia el maig de 2010 amb el Gall de l'Any Xacobeo. Aquesta edició especial es va presentar durant la fira de l'alimentació Alimentaria 2010.
- Estrella de Nadal : És una edició especial d'Estrella Galicia que es posa en marxa cada any per a la festa de Nadal. S'elabora amb malt 100% i llúpol cultivat a Galícia, a Mabegondo[1]
- Estrella Galicia Artesana : Cervesa especial llançada per Estrella Galicia el maig de 2011. Es tracta d'una cervesa d'autor signada pel prestigiós xef gallec Pepe Solla. És una cervesa amb una intensa aroma a cereals i lleugers tocs de mel i amb una graduació alcohòlica de 4,2 graus.
- Estrella Galicia San Froilán: Edició especial d' Estrella Galicia Especial per a la Festa de San Froilán a Lugo.
- Estrella Galicia Siempre Dépor: Edició especial d' Estrella Galicia Especial en suport al Deportivo da Coruña amb etiquetes amb l'escut i els colors de l'equip de la Corunya.

## Estrella Galicia en l'esport
Estrella Galicia aposta pel patrocini esportiu com a forma de connectar amb el seu públic. Intenten començar amb els atletes des de zero, des de la base, la qual cosa no vol dir que alguns es converteixin en campions del món com Marc Márquez o siguin a l'elit del seu esport com Carlos Sainz. Es fan especial atenció a l'esport gallec: futbol (Deportivo, Celta i Lugo), bàsquet (Obradoiro CAB) o hoquei (Club Liceo).
Constitueix gairebé el 50% de la inversió en màrqueting. Un dels territoris en què la marca està més present és el motor, tant en Fórmula 1 (Renault i Carlos Sainz) com en MotoGP (Estrella Galicia 0.0 Marc VDS o Marc Márquez), així com en altres disciplines. Ja que els esports de motor tenen molts valors amb els quals s'identifiquen, l'esforç, el treball en equip, el món sense alcohol o el desenvolupament del talent des de ben petits.